# فهرست آثار تاریخی کرمانشاه
فهرست آثار تاریخی استان کرمانشاه :

## آثار پیش از تاریخ

### پارینه سنگی
- گاکیه
- غار بیستون
- غار قبه
- غار ورواسی
- پناهگاه ورکینی
- غار وزمه
- پناهگاه یوان
- غار دو اشکفت
- غار کولیان
- غار مرخیل

### نوسنگی و مس سنگی
- تپه چیا جانی
- تپه گنج‌دره
- تپه سراب
- تپه آسیاب
- تپه ورگر
- تپه قره ولی

### عصر مفرغ و آهن
- گودین تپه
- تپه تووه خشکه
- تپه چغا گاوانه
- تپه موسایی

## لولوبیان
- سنگ‌نگاره آنوبانی‌نی

## دوران ماد
- گوردخمه اسحاق‌وند
- دکان داوود
- گوردخمه دیره
- گوردخمه سرخ ده
- گوردخمه صحنه
- سان رستم
- دخمه روانسر
- برد عاشقان
- نیایشگاه مادی

## هخامنشی
- سنگ‌نبشته بیستون

## سلوکیان
- تندیس هرکول

## اشکانیان
- کتیبه گودرز
- نقش‌برجسته گودرز شاه (سرپل ذهاب)
- سنگ بلاش
- نقش‌برجسته مهرداد اشکانی
- نیایشگاه آناهیتا
- گورستان پارتی طاق‌بستان
- قلعه یزدگرد

## ساسانیان
- آتشکده شیان
- آتشکده میل میلگه
- بان‌قلعه
- پل خسرو
- پل قوزیوند
- طاق بستان
- تخت شیرین
- دیوار گوری
- زیج منیژه
- شکارگاه خسرو پرویز
- طاق گرا
- فرهاد تراش
- قلعه مریم
- قلعه هرسین
- کاخ خسرو

## صدر اسلام
- آرامگاه ابودجانه
- مسجد عبدالله بن عمر
- حوض‌خانه هجیج
- چله‌خانه هجیج
- تپه چغا مله هار در شهرستان اسلام‌آباد غرب
- تپه چم درازه ۱ در شهرستان کنگاور
- تپه زق‌جار در شهرستان کنگاور
- تپه میرزا ولی در شهرستان کنگاور

## حسنویان
- قلعه سرماج

## سلجوقیان
- آرامگاه ویس نازار

## ایلخانان
- آرامگاه شمس قمر
- آرامگاه مالک
- کاروانسرای ایلخانی بیستون

## صفوی
- پل کهنه قره‌سو
- پل بیستون
- پل میان‌راهان
- پل نوژی‌وران
- پل کوچه
- پل ماهیدشت
- حمام قدیمی توکل در کنگاور
- کاروانسری شاه عباسی در بیستون
- کاروانسرای عباسی قصر شیرین
- کاروانسرای عباسی ماهیدشت
- گنبد صوفی

## زندیه
- مسجد آقاشیخ هادی جلیلی
- مسجد جامع کرمانشاه

## قاجار
- آرامگاه ملا عباسعلی
- بازار کرمانشاه
- تکیه معاون الملک
- تکیه بیگلر بیگی
- خانه خواجه باروخ
- مسجد عمادالدوله
- مسجد حاج شهباز خان
- مسجد جامع کرمانشاه
- مسجد شاهزاده
- مسجد دولتشاه
- بیمارستان مسیح
- بانک شاهی کرمانشاه
- ساختمان شهرداری کرمانشاه (مکان کنسولگری سابق بریتانیا در کرمانشاه)
- ساختمان گمرک کرمانشاه
- خانه معتضدالدوله وزیری
- خانه فیض مهدوی
- خانه معین الکتاب
- حمام حاج شهباز خان
- حمام حسن خان
- زورخانه سنگتراش‌ها

## پهلوی
- ساختمان استانداری سابق کرمانشاه
- مسجد جامع شافعی
- هتل قدیمی بیستون
- خانه خدیوی
- خانه سیدین
- خانه سوری
- کلیسای قلب مقدس مسیح
- کلیسای پنطی کاستی
- کلیسای نمازخانه
- مسجد هاشمی کرمانشاه
- مسجد نظام
- دبیرستان کزازی
- پل چهر هرسین
- پل دوآب پاوه
- خانه اربابی دائی‌چی
- جداره بازار بزازخانه نو
- جداره بازار شماره ۲
- جداره بازار شماره ۳
- جداره پاساژ طلوع
- خانه جدیدیان

## تاریخ نامعلوم
- نقش‌برجسته و کتیبه هورامان
- گوردخمه شمشیر
- قبرستان گور خمره‌ای شمشیر